# Glyptotendipes imbecillis
Glyptotendipes imbecillis är en tvåvingeart som först beskrevs av Walker 1856.  Glyptotendipes imbecillis ingår i släktet Glyptotendipes och familjen fjädermyggor. Inga underarter finns listade i Catalogue of Life.